# PLEKHA3
PLEKHA3 (англ. Pleckstrin homology domain containing A3) – білок, який кодується однойменним геном, розташованим у людей на 2-й хромосомі. Довжина поліпептидного ланцюга білка становить 300 амінокислот, а молекулярна маса — 33 861.
| 10         |  | 20         |  | 30         |  | 40         |  | 50         |
| ---------- |  | ---------- |  | ---------- |  | ---------- |  | ---------- |
| MEGVLYKWTN |  | YLTGWQPRWF |  | VLDNGILSYY |  | DSQDDVCKGS |  | KGSIKMAVCE |
| IKVHSADNTR |  | MELIIPGEQH |  | FYMKAVNAAE |  | RQRWLVALGS |  | SKACLTDTRT |
| KKEKEISETS |  | ESLKTKMSEL |  | RLYCDLLMQQ |  | VHTIQEFVHH |  | DENHSSPSAE |
| NMNEASSLLS |  | ATCNTFITTL |  | EECVKIANAK |  | FKPEMFQLHH |  | PDPLVSPVSP |
| SPVQMMKRSV |  | SHPGSCSSER |  | SSHSIKEPVS |  | TLHRLSQRRR |  | RTYSDTDSCS |
| DIPLEDPDRP |  | VHCSKNTLNG |  | DLASATIPEE |  | SRLMAKKQSE |  | SEDTLPSFSS |
|            |  |            |  |            |  |            |  |            |

A: Аланін

C: Цистеїн

D: Аспарагінова кислота

E: Глутамінова кислота

F: Фенілаланін

G: Гліцин

H: Гістидин

I: Ізолейцин

K: Лізин

L: Лейцин

M: Метіонін

N: Аспарагін

P: Пролін

Q: Глутамін

R: Аргінін

S: Серин

T: Треонін

V: Валін

W: Триптофан

Кодований геном білок за функцією належить до фосфопротеїнів. 
Білок має сайт для зв'язування з ліпідами. 
Локалізований у мембрані, апараті гольджі.